# La Claire Tamir
 (septembre 2015).
Si vous disposez d'ouvrages ou d'articles de référence ou si vous connaissez des sites web de qualité traitant du thème abordé ici, merci de compléter l'article en donnant les références utiles à sa vérifiabilité et en les liant à la section « Notes et références ».
La Claire Tamir ou Le Tamir limpide (Tungalag tamir) est un film mongol réalisé par Ravjaaguyn Dorjpalam en 1970, tiré d'un roman de Chadrabalyn Lodoidamba.
Le film regroupe les plus grandes vedettes mongoles de l'époque.

## Synopsis
L'histoire se passe dans la Mongolie des années 1920. Un ouvrier honnête se fait injustement licencier et doit partir avec sa femme et son fils à la recherche d'un emploi. Son nouveau patron lui fait subir de nombreuses humiliations, et le poussera à se révolter.